# قمچه‌مار شرقی
قمچه‌مار شرقی (نام علمی: Coluber constrictor) نام یک گونه از تیره قمچه‌ماران است.